# Superbe
La Superbe era un vascello da 74 cannoni della marina francese del XVIII secolo. Al comando del capitano Montalais, con 630 uomini di equipaggio, partecipò alla battaglia della baia di Quiberon il 20 novembre 1759, dove venne affondata dalla HMS Royal George.